# Ratislaus den vise
Ratislaus den Vise av Rügen (tyska: Ratze), född före 1105, död år 1141, var kung på Rügen och furste över de västslaviska Ranerna. Krönikörerna kallar honom även för Radislaus, Ratibor eller Regbus. Han var stamfader till furstehuset Rügen, vars huvudlinje dog ut 1325 med Vitslav III.

## Biografi
Ratislaus var son till den möjligt mytiska kung Vartislav (tyska: Wartislaw) av Rügen.
Han var sonson till Kruto Vende och hans gamelfarfar var Grinés.
Ratislaus stred mot obotriternas furste Heinrich von Alt-Lübeck utan framgång.
Hans hustru antas ha varit syster till Furst Mitzlav av Gützkow, som konverterade till kristendomen år 1128 och döptes av biskop Otto av Bamberg.

## Släkt
- Tetzlav (död 1170), även känd som Tezlaw', Tetzlaw eller Tetislaw, var från 1162 till 1170 furste av Rügen.[3]
- Stoislav I (död efter 1193), även känd som Stoislav av Putbus (Stoislaw von Putbus), stamfadern till ätten Putbus.
- Jaromar I (1170–1217), Furste av Rügen.[4]

Vilmnitz kyrka kan möjligen ha byggts av Stoislav I till sin faders ära. Det första dokumenterade omnämnandet av kyrkan var år 1249, där den förutnämnda Vylmenytze (Vilmnitz) ska ha tillhört Borante de Borantenhagen som skall ha byggts av hans förfäder. 1351 nämns Vilmnitz som begravningsplats för ätten Putbus.